# Adrien Barralis
Pour les articles homonymes, voir Barralis.
Giuseppe Francesco Adriano Barralis, né le 15 avril 1818 à Lucéram  (alors province de Nice du royaume de Sardaigne) et mort le 18 août 1863 à Lucéram (Alpes-Maritimes, France), est un homme politique sarde puis français, syndic de Nice et député.

## Biographie
Né à Lucéram en 1818, Adrien Barralis devient notaire à Nice. En 1853, il est élu syndic de Nice. Il installe l'éclairage au gaz en 1854, et participe à la création de la Caisse d'épargne de Nice en 1857. Cette même année, il abandonne son mandat de syndic à François Malausséna et se fait élire député d'Utelle au parlement du royaume de Sardaigne à Turin. Après l'annexion du comté de Nice à la France en 1860, il devient maire de Lucéram et conseiller général.